# Varangéville
Varangéville é uma comuna francesa na região administrativa de Grande Leste, no departamento de Meurthe-et-Moselle. Estende-se por uma área de 12,04 km². Em 2010 a comuna tinha 3 649 habitantes (densidade: 303,1 hab./km²).